# Distrikt Los Olivos
Der Distrikt Los Olivos ist einer der 43 Stadtbezirke der Region Lima Metropolitana in Peru. Er hat eine Fläche von 18,25 km². Beim Zensus 2017 wurden 325.884 Einwohner gezählt. Im Jahr 1993 lag die Einwohnerzahl bei 228.143, im Jahr 2007 bei 318.140. Der Distrikt wurde am 6. April 1989 gegründet.

## Geographische Lage
Der Distrikt Los Olivos liegt 7,5 km nordwestlich vom Stadtzentrum von Lima auf einer Höhe von etwa 75 m. Der Distrikt misst etwa 10,2 km in Nord-Süd-Richtung sowie 2,9 km in Ost-West-Richtung. Die Nationalstraße 1N (Panamericana) führt durch den Distrikt nach Norden. Der Distrikt Los Olivos grenzt im Norden an den Distrikt Puente Piedra, im Osten an die Distrikte Comas und Independencia sowie im Süden und Westen an den Distrikt San Martín de Porres.